# András Pándy
András Pándy (* 1. Juni 1927; † 23. Dezember 2013 in Brügge) war ein belgischer protestantischer Pfarrer und Serienmörder ungarischer Herkunft, der sechs Familienangehörige sowie mutmaßlich 13 weitere Personen tötete.

## Frühe Hinweise auf Verbrechen
Pándy war mit seiner ersten Frau, Ilona Sőrés, nach dem Ungarn-Aufstand 1956 nach Belgien ausgewandert. Das Paar bekam drei Kinder und trennte sich 1967. Pándys zweite Frau, Edith Fintor, stammte ebenfalls aus Ungarn. Sie brachte die Töchter Tunde, Timea und Andrea mit in die Ehe. Das Paar bekam zwei weitere Kinder.

Zwischen 1986 und 1990 verschwanden sechs Familienmitglieder: beide Ehefrauen, zwei Söhne aus der ersten Ehe und zwei Stieftöchter aus der zweiten.
Edith Fintors ungarische Verwandte erhielten 1988 einen Brief von András Pándy, in dem dieser schrieb, dass Edith unheilbar an Krebs erkrankt sei. Dann brach der Kontakt ab. Ebenfalls 1988 bat Ediths Schwester den holländischen Gastpfarrer Andries Den Broeder, Pándy in Belgien nach dem Verbleib von Edith zu befragen. Den Broeder erhielt keine befriedigende Antwort von Pándy und schrieb 1988 und dann noch einmal 1993 an Justizminister Melchior Wathelet, der die Sache aber nicht verfolgte.
1992 zeigte Ágnes, Pándys Tochter aus erster Ehe, ihren Vater wegen sexuellen Missbrauchs der Stieftochter Timea an und meldete außerdem ihre Mutter sowie ihre Brüder Zoltan und Daniel als vermisst. Von der Polizei befragt, präsentierte Pándy angebliche Briefe der Vermissten, die beweisen sollten, dass diese schon lange ins Ausland verzogen seien. Diese Briefe waren allerdings von ihm selbst geschrieben und an sich versandt worden. Hierdurch kam zunächst kein Verdacht gegen ihn auf.

## Geständnis und Prozess
Erst 1996 wurde der Fall erneut eröffnet, als die belgische Justiz infolge des Skandals um Marc Dutroux einige ungeklärte Vermisstenfälle erneut untersuchte. 1997 erfolgte Pándys Festnahme. Die Polizei durchsuchte sein Wohnhaus, fand im Keller menschliche Knochen und verhaftete ihn. Gleichzeitig stellte die ungarische Polizei eine Schreibmaschine sicher, auf der Pándy die angeblichen Lebenszeichen seiner Angehörigen geschrieben hatte. Schließlich wurde auch Pándys Tochter Ágnes verhaftet.

### Geständnis
Ágnes Pandy gestand, mit ihrem Vater in inzestuöser Beziehung gelebt und die von ihr als vermisst gemeldeten Personen – ihre Mutter und ihre Brüder, Pándys zweite Frau Edith und deren Tochter Andrea – auf seine Anordnung hin bzw. mit ihm zusammen getötet zu haben. Deren sterbliche Überreste habe man nicht finden können, da sie mit Hilfe eines Abflussreinigers komplett verflüssigt worden seien. Vor Gericht wurde diese Aussage in einem Experiment belegt. Zunächst wurde mit handelsüblichem Abflussreiniger ein Schweinekadaver vollständig zersetzt. Das Gericht bestand jedoch darauf, das Experiment mit der Leiche eines Mannes zu wiederholen, der verfügt hatte, dass sein Körper nach seinem Tode der Wissenschaft dienen sollte. Manche Leichenteile seien auch in Säcke gepackt worden und bei einem Schlachthof deponiert worden.
Timea, die andere Tochter von Edith Fintor, bestätigte, dass auch auf sie ein Mordanschlag verübt worden war. Sie war gleichfalls sexuell missbraucht worden; Pándy soll Vater ihres Sohns sein. Als mögliches Motiv für die Morde wird angesehen, dass Pándy und seine Tochter ihr inzestuöses Verhältnis verdeckt halten wollten.

### Verurteilung
Im März 2002 wurde András Pándy von einem Brüssler Schwurgericht wegen sechsfachen Mordes (seine zwei Ehefrauen, zwei Söhne und zwei Stieftöchter) und Vergewaltigung von drei seiner Töchter zu lebenslanger Haft verurteilt. Seine geständige Tochter Ágnes erhielt eine Gefängnisstrafe von 21 Jahren wegen fünffacher Beihilfe zum Mord. Während des Prozesses sagte sie, dass sie gegenüber ihrem autoritären Vater machtlos gewesen wäre. Pándy bestritt bis zum Schluss sowohl den Inzest als auch die Morde und kündigte an, die Ermordeten würden sich demnächst persönlich bei Gericht melden.
In Pándys Haus wurden Knochen und Zähne gefunden, die von 13 verschiedenen Personen stammen, jedoch nicht von den getöteten Familienmitgliedern. Möglicherweise gehörten sie zu ungarischen Witwen, die Pándy über Kontaktanzeigen kennenlernte und zu sich nach Brüssel kommen ließ.
In Haft befand er sich im Gefängnis von Löwen und aus gesundheitlichen Gründen wurde er in das medizinische Zentrum des Gefängnisses in Brügge gebracht, wo er am 23. Dezember 2013 im Alter von 86 Jahren verstarb. Seine Tochter Ágnes wurde 2010 vorzeitig und unter Auflagen aus dem Gefängnis entlassen, woraufhin sie in ein Kloster eintrat.